# Gran Premio Sannazzaro
Le Gran Premio Sannazzaro est une course cycliste italienne disputée au mois de septembre autour de Sannazzaro de' Burgondi, en Lombardie. Elle est organisée depuis 1953.
Cette épreuve fait partie du calendrier régional de la Fédération cycliste italienne, en catégorie 1.19. Elle est donc réservée aux coureurs espoirs (moins de 23 ans) ainsi qu'aux élites.

## Parcours
Le Grand Prix se tient sur un circuit de 5,3 km à 26 tours généralement favorable aux sprinteurs. 

## Palmarès
| Année | Vainqueur             | Deuxième              | Troisième               |
| ----- | --------------------- | --------------------- | ----------------------- |
| 1953  | Tranquillo Scudellaro |                       |                         |
| 1954  | Giuseppe Fallarini    |                       |                         |
| 1955  | Catullo Ciacci        |                       |                         |
| 1956  | non disputé           |                       |                         |
| 1957  | Luigi Baretta         |                       |                         |
| 1958  | Giuseppe Calvi        |                       |                         |
| 1959  | Fulviano Mencaglia    |                       |                         |
| 1960  | Severino Busanello    |                       |                         |
| 1961  | Adriano Durante       |                       |                         |
| 1962  | Carlo Bozzi           |                       |                         |
| 1963  | Remo Parmoli          | `                     |                         |
| 1964  | Carlo Arreni          |                       |                         |
| 1965  | Renato Bonetti        |                       |                         |
| 1966  | Carlo Arreni          |                       |                         |
| 1967  | Giampiero Forti       |                       |                         |
| 1968  | Franco Vanzin         |                       |                         |
| 1969  | Vittorio Cumino       |                       |                         |
| 1970  | Giancarlo Bellini     |                       |                         |
| 1971  | Luciano Borgognoni    |                       |                         |
| 1972  | Franco Mainetti       |                       |                         |
| 1973  | Salvatore Liccardi    |                       |                         |
| 1974  | Ferdinando Tamiazzo   | Giuseppe Pisoni       | Pasqualino Moretti (it) |
| 1975  | Egidio Mapelli        |                       |                         |
| 1976  | Maurizio Mantovani    |                       |                         |
| 1977  | Walter Dusi           |                       |                         |
| 1978  | Luciano Fusar Poli    |                       |                         |
| 1979  | Francesco Caneva      |                       |                         |
| 1980  | Alberto Molinari      |                       |                         |
| 1981  | Pierpaolo Prato       |                       |                         |
| 1982  | Davide Dalto          |                       |                         |
| 1983  | Henryk Santysiak (pl) |                       |                         |
| 1984  | Ivan Cassini          |                       |                         |
| 1985  | Ettore Badolato       |                       |                         |
| 1986  | Mauro Ricciutelli     |                       |                         |
| 1987  | Samuele Borille       |                       |                         |
| 1988  | Franco Toia           |                       |                         |
| 1989  | Angelo Corini         |                       |                         |
| 1990  | Francesco Frattini    | Mauro Valoti          | Marco Pernigotti        |
| 1991  | Davide Tinivella      |                       |                         |
| 1992  | Gabriele Rampollo     |                       |                         |
| 1993  | Alberto Destro        |                       |                         |
| 1994  | Mario Traversoni      |                       |                         |
| 1995  | Marco Velo            |                       |                         |
| 1996  | Marco Zanotti         |                       |                         |
| 1997  | Stefano Zorza         |                       |                         |
| 1998  | Maurizio La Falce     |                       |                         |
| 1999  | Valentino Moscatelli  |                       |                         |
| 2000  | Maurizio La Falce     |                       |                         |
| 2001  | Guillermo Bongiorno   |                       |                         |
| 2002  | Cristian Tosoni       |                       |                         |
| 2003  | Christian Murro       |                       |                         |
| 2004  | Vladislav Prygunov    | Enrico Rossi          | Cristian Ghilardini     |
| 2005  | Giovanni Carini       | Maurizio Bellin       | Cristopher Bosio        |
| 2006  | Antonio Bucciero      | Alessandro Bernardini | Vitaliy Buts            |
| 2007  | Giovanni Carini       | Abundio Guerrero      | Vitaliy Buts            |
| 2008  | Gianluca Maggiore     | Federico Pinton       | Federico Rocchetti      |
| 2009  | Federico Rocchetti    | Michele Foppoli       | Alberto Contoli         |
| 2010  | Andrea Guardini       | Giacomo Nizzolo       | Matteo Pelucchi         |
| 2011  | Marco Benfatto        | Marco Zanotti         | Amani Ponzoni           |
| 2012  | Andrea Dal Col        | Niccolò Bonifazio     | Rino Gasparrini         |
| 2013  | Eduard-Michael Grosu  | Paolo Simion          | Davide Ballerini        |
| 2014  | Jakub Mareczko        | Mattia De Mori        | Nicolas Marini          |
| 2015  | Andrea Toniatti       | Michele Toffaletti    | Andrea Borso            |
| 2016  | Uladzimir Harakhavik  | Andrei Voicu          | Nikolai Shumov          |
| 2017  | Imerio Cima           | Alberto Dainese       | Moreno Marchetti        |
| 2018  | Leonardo Fedrigo      | Giovanni Lonardi      | Alessio Brugna          |
| 2019  | Riccardo Moro         | Carloalberto Giordani | Davide Finatti          |
| 2020  | pas de course         |                       |                         |
| 2021  | Andrea D'Amato        | Andrea Gatti          | Samuele La Terra Pirrè  |
| 2022  | Michael Minali        | Davide Ferrari        | Lorenzo Cataldo         |
| 2023  | Marco Manenti         | Matteo Baseggio       | Tommaso Daniel          |
| 2024  | Tommaso Daniel        | Tommaso Bessega       | Alessio Ninci           |